# Eregion
Eregion (Nederlands: Hulst) (Engels: Hollin) is een fictieve landstreek in de boeken van J.R.R. Tolkien.
Eregion was het koninkrijk van de Noldor in Eriador tijdens de Tweede Era. Het lag ten westen van Khazad-dûm tussen de Nevelbergen en de rivieren Glanduin en Mitheithel. De hoofdstad was Ost-in-Edhil.
Eregion werd bevolkt door Noldor die niet naar Valinor trokken na de Oorlog van Gramschap en werd enige tijd geregeerd door Galadriel en Celeborn, totdat zij wegtrokken naar Lothlórien aan de andere kant van de Nevelbergen. De Elfen van Eregion leefden vreedzaam samen en dreven handel met de dwergen van Khazad-dûm.
Na het vertrek van Galadriel en Celeborn werd Eregion geregeerd door Celebrimbor, een kleinzoon van Fëanor. Onder zijn leiding raakten de Elfen bevriend met Annatar. Celebrimbor en andere begaafde smeden vormden een broederschap genaamd Gwaith-i-Mírdain (Nederlands: volk van de juwelensmeden) en smeedden de Ringen van Macht. Annatar hielp hen hierbij, maar smeedde in het geheim de Ene Ring om de andere Ringen van Macht te regeren.
Zodra Annatar werd ontmaskerd als Sauron, probeerden de Elfen de Ringen van Macht uit zijn handen te houden, maar slaagden er uiteindelijk alleen in Vilya, Narya en Nenya, de Drie Ringen van de Elfen, te redden. Eregion werd verwoest en de overlevenden vluchten naar Lindon, Lothlórien en Imladris. Khazad-dûm sloot daarop haar westelijke poort.
In de Derde Era was Hulst een aangenaam maar onbewoond land.